# ビバリー・ロード駅 (BMTブライトン線)
ビバリー・ロード駅（英語: Beverley Road）はブルックリン区のビバリー・ロードと東16丁目交差点西側に位置するニューヨーク市地下鉄BMTブライトン線の駅である。Q系統が終日停車する。

## 歴史
駅は1900年頃に開業し、相対式ホーム2面2線だった。その後、1907年に現在の構造になった。1964年から1965年にかけてホームが延伸された。
2004年に駅はアメリカ合衆国国家歴史登録財に指定された。

## 駅構造
| G          | 地上階・駅舎                 | 出入口 改札口、駅員詰所、メトロカード/OMNY自動販売機                             |
| P ホーム階 | 相対式ホーム、右側ドアが開く | 相対式ホーム、右側ドアが開く                                                     |
| P ホーム階 | 北行緩行線                   | ← 96丁目駅行き（チャーチ・アベニュー駅）                                         |
| P ホーム階 | 北行急行線                   | ← 平日：通過                                                                     |
| P ホーム階 | 南行急行線                   | → 平日：通過 →                                                                   |
| P ホーム階 | 南行緩行線                   | → コニー・アイランド-スティルウェル・アベニュー駅行き（コーテルユー・ロード駅）→ |
| P ホーム階 | 相対式ホーム、右側ドアが開く |                                                                                  |

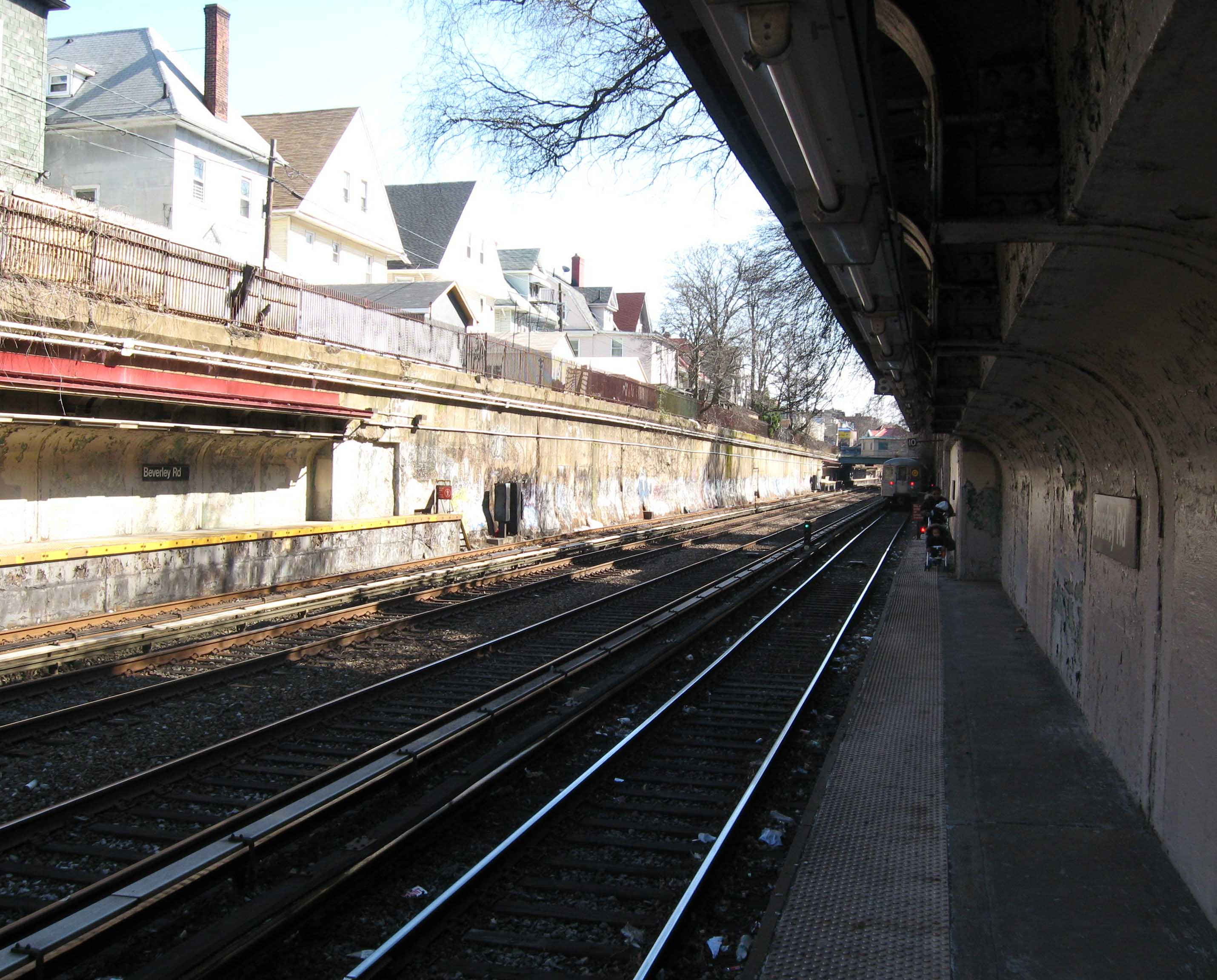
南を見る

駅は相対式ホーム2面4線である。平日に運転されるB系統は急行線を走行、当駅は通過する。
なお、当駅からビバリー・ロードを東へ進むとIRTノストランド・アベニュー線ビバリー・ロード駅があるが、当駅の綴りは「Beverl"e"y Road」で、ノストランド・アベニュー線の駅の綴り (Beverly Road) よりもeが1つ増えている。これは、ビバリー・ロードがフラットブッシュ・アベニューとの交差点を境に2つに分かれている（正確には交差点の位置がずれている）ためであり、フラットブッシュ・アベニューより西側はeが増えたBeverley Road、東側はeの無いBeverly Roadと綴られているが、日本語の表記は同一となっている。 

### 出口
ビバリー・ロード南側、東16丁目とマルボロ―・ロードの間に駅舎があり、アートワーク"Garden Stops"（Patsy Norvell制作）が設置されている。これは南隣のコーテルユー・ロード駅でも見ることができる。